# Битва при Комп'єні
Битва при Комп'єні (1430) стала останньою військовою дією Жанни д'Арк. Її діяльність як лідера завершилась її захопленням бургундцями при зіткненні за межами міста  23 травня 1430 р. Хоча за іншими ознаками це була незначна облога, — і політично, і військово, — втрата найбільш харизматичного та успішного командувача Франції стала важливою подією Столітньої війни.

## Передісторія
У ту добу, наприкінці Столітньої війни, політично незалежний  Філіпп III, герцог Бургундії, був союзником  Англії, якою правив регент Джон, 1-й герцог Бедфорд (дядько малолітнього короля Генріха VI). Ці два союзники підкорили більшу частину північної Франції протягом 10 років до битви. У 1429 році вони зазнали значних втрат від оновленої французької армії під спільним командуванням Жанни д'Арк та герцога Жана II Алансонського.
Французи перемогли англійців у битві під Пате 18 червня 1429 р. та просунулись на північний схід для коронації короля Карла VII у Реймсі без спротиву, приймаючи мирну здачу кожного міста на своєму шляху. Комп'єнь перебував під контролем бургундців і не був на шляху армії, оскільки розташований на північ від Парижа, але разом з кількома іншими містами оголосив про вірність Карлу VII невдовзі після його коронації.

## Події

### Підготовка
У березні 1430 року французький двір дізнався, що Філіпп III, герцог Бургундії, планував розпочати облогу міста, оскільки  граф Клермон доставив до міста повідомлення, що Комп'єнь належить герцогству відповідно до угоди та вимагав здачі міста. Мешканці міста висловили різку незгоду з цієї вимогою, а командувач французьким гарнізоном Жильйом де Флаві підготував місто до оборони. 
Граф Жан II Люксембург-Лін'ї відбув на чолі авангарду 4 квітня. Філіп ІІІ відбув з Перонн 22 квітня. А герцог Бедфорд чекав у Кале на прибуття короля Генріха VI, дев'ятирічного хлопчика, який був нещодавно коронований на трон Англії.
Філіп ІІІ планував захопити міста, які контролювали річку Уазу. Бедфорд підтримав цю стратегію, щоб захистити Іль-де-Франс та Париж, які тоді були під англо-бургундським контролем. Король Карл VII Звитяжний 6 травня зрозумів, що  для захисту міста необхідна військова присутність.
Жанна д'Арк здогадалась про небезпеку та розпочала приватну підготовку до війни ще у березні, але їй не надавали право командування значущим  військом з часів невдалої облоги Парижа попереднього вересня. На квітень вона зібрала військо з 300—400 добровольців. З ними вона вирушила до Комп'єна, можливо, без відома короля, і прибула у місто 14 травня.

### Битва
У наступні дні було декілька малих сутичок. Через два дні потоку капітан Луї де Флаві втік від бомбардування катапультами у Шуазі-о-Бак та знайшов прихисток у Комп'єні. 18 травня Жанна, спільно з Рено з Шартреза та графом Вендом, намагалась захопити бургундців зненацька біля Суассона. Мешканці Суассона не дозволили їм увійти в місто і оголосили про вірність Бургундії наступного дня.
Тоді Жанна д'Арк планувала напад на форпост бургундців зненацька біля Марньї за допомогою Жильйома де Флаві, доки вони були відрізані від основного війська. Граф Жан II Люксембург-Лін'ї випадково помітив цей напад при об'їзді території та покликав на підкріплення. З урахуванням підкріплення, сили бургундців отримали перевагу і Жанна скомандувала своїм силам відступ, а сама при цьому зайняла місце честі — останнє позаду у колоні.

### Захоплення Жанни д'Арк
Наступні моменти лишаються предметом наукової суперечки. Ворота міста Комп'єнь закрили до того, як всі його французькі захисники повернулися у місто. І в залежності від сторони, яку приймають науковці, це було або розумною дією для запобігання прориву бургундців у місто після того, як вони захопили зовнішній кінець моста; або це було зрадою Жанни зі сторони Жильома де Флаві. Але в результаті залишок французьких захисників не мав альтернативи полону.
За описом бургундця Жоржа Шастельяна:
«Тоді Діва [Жанна д'Арк], перевершуючи природу жінки, зіткнулася з великою силою і доклала багатьох зусиль, щоб врятувати свою компанію від поразки, залишившись позаду як лідер і як найсміливіша з війська. Але тут доля дозволила кінець її слави і це був останній раз, коли вона коли-небудь була озброєна. Лучник, грубий і дуже похмурий чоловік, сповнений злоби, тому що жінка, про яку так багато говорили, змогла перемогти так багато хоробрих чоловіків, як вона це зробила, схопив край її плаща із золотої тканини і кинув її з коня на землю.»
Вона здалася Леонелю, бастарду Вендомському, який служив графу Лін'ї. Хоча захист Комп'єна вдався, звинувачення у неналежній поведінці у зв'язку з полоном Жанни д'Арк призвели до занепаду кар'єри де Флаві.

## Нотатки
1. ↑  Він був одружений з Агнесою Бургундською, дочкою померлого герцога Жана Безстрашного

## Подальше читання
- Жанна д'Арк